# Tygodnik Sportowy
Tygodnik Sportowy – informacyjno-sprawozdawcze pismo wydawane w Krakowie od 21 maja 1921 do 2 lipca 1925 przez J. Billiga.
Redaktorem naczelnym syjonistycznego periodyku został Henryk Leser, czasopismo ukazywało się w nakładzie 3-7 tysięcy egzemplarzy. Reprezentowało sport żydowski.